# NGC 5516
NGC 5516 је елиптична галаксија у сазвежђу Кентаур која се налази на NGC листи објеката дубоког неба.
Деклинација објекта је - 48° 6' 53" а ректасцензија 14h 15m 54,6s. Привидна величина (магнитуда) објекта NGC 5516 износи 12,0 а фотографска магнитуда 13,0. Налази се на удаљености од 72,196 милиона парсека од Сунца. NGC 5516 је још познат и под ознакама ESO 221-34, AM 1412-475, PGC 50960.